# Marcin Mroziński
Marcin Mroziński, noto con lo pseudonimo Martin Fitch (Inowrocław, 26 settembre 1985), è un cantante, attore e conduttore televisivo polacco. Ha rappresentato la Polonia all'Eurovision Song Contest 2010 con la canzone Legenda.